# Nothing Left
"Nothing Left" é uma canção do DJ norueguês Kygo e apresenta vocais do cantor britânico Will Heard. "Nothing Left" foi lançado comercialmente em 31 de julho de 2015.

## Faixa
| Download digital |                                 |         |  |
| N.º              | Título                          | Duração |  |
| 1.               | "Nothing Left" (com Will Heard) | 3:56    |  |

## Ranking
| Ranking(2015)                                  | Posição |
| ---------------------------------------------- | ------- |
| Australia (ARIA)                               | 69      |
| Áustria (Ö3 Austria Top 75)                    | 58      |
| Bélgica (Ultratip Bubbling Under de Flandres)  | 10      |
| Dinamarca (Hitlisten)                          | 37      |
| Finlândia (Suomen virallinen lista)            | 11      |
| França (SNEP)                                  | 55      |
| Irlanda (IRMA)                                 | 97      |
| Países Baixos (Single Top 100)                 | 81      |
| O campo songid é OBRIGATÓRIO PARA PARADA ALEMÃ | 57      |
| Norway (VG-lista)                              | 1       |
| Suécia (Sverigetopplistan)                     | 14      |
| Suíça (Schweizer Hitparade)                    | 26      |
| Reino Unido (UK Singles Chart)                 | 79      |

### Certificações
| País (Ranking) | Certificação | Vendas |
| -------------- | ------------ | ------ |
| Noruega (IFPI) | Ouro         | 5.000  |